# Djibrilla Kaou
Djibrilla Kaou, né en 1950 à Tchevi dans le département de Mayo-Tsanaga dans la région de l’Extrême Nord du Cameroun et mort le 13 février 2021 à Douala est un homme politique et député camerounais.

## Biographie

### Enfance, début et études
Djibrilla Kaou est né en 1950 à Tchevi dans le département de Mayo-Tsanaga dans la région de l’Extrême Nord du Cameroun. Il est titulaire d'un certificat d'études statistiques appliquées à la médecine, d'un diplôme d'épidémiologie d'intervention, et d'un doctorat en médecine au centre universitaire des sciences de la santé (CUSS) et ancêtre de la faculté de médecine de l'université de Yaoundé I (Cameroun).

### Carrière
Il est député du Rassemblement démocratique du peuple camerounais (RDPC), le parti au pouvoir pour le Mayo-Tsanaga sud, dans la région de l’Extrême-Nord réélu au terme des élections législatives de février 2020, et président de la commission de la défense et de la sécurité de la 10e législature de l'Assemblée nationale du Cameroun. Il est par ailleurs le promoteur de l'Institut supérieur des sciences et techniques de la santé et de management de Garoua. Il meurt le 13 février 2021 à Douala des suites de maladie.